# Oostpolder (Raamsdonk)
De Oostpolder is een polder en voormalig waterschap in de Nederlandse provincie Noord-Brabant. Het is onbekend wanneer het waterschap is opgericht, maar de datum ligt voor 1712. Het waterschap besloeg een gebied ten zuiden van de plaatsen Raamsdonk en Waspik van 140 bunder, 75 roeden en 20 ellen. Aan de noordzijde van de polder zijn enkele hoge zandgronden gelegen, waarop ook de spoorlijn Lage Zwaluwe - 's-Hertogenbosch werd aangelegd. Aan de zuidzijde was de Donge gelegen en aan de westzijde de Melkhaven van Raamsdonk. Qua bestuurlijke indeling grensde het waterschap aan de waterschappen Klein Waspik, Beoosten de 's-Gravenmoersche vaart, Polder van 's Gravenmoer, De Dongendijkse polder, Gecombineerde Willemspolder, Gecombineerde Dongepolders, Buiten Hooipolder en de Groot Waspikse en Raamsdonkse polders. 
Het waterschap waterde af op via sluizen op de Melkhaven en op de Donge om zo de uitgeveende landen droog te houden. Langs deze waters beheerde het waterschap ook kades, net als langs de 's-Grevelduische sloot. Op 1 juli 1950 werd het waterschap opgeheven en ging het op in het waterschap De Beneden Donge. Het gebied wordt tegenwoordig beheerd door het waterschap Brabantse Delta.